# Figaro (ryby)
Figaro – rodzaj drapieżnych ryb chrzęstnoszkieletowych z rodziny Pentanchidae.

## Rozmieszczenie geograficzne
Do rodzaju należą gatunki występujące południowo-zachodnim i zachodnim Oceanie Spokojnym i wschodnim Oceanie Indyjskim.

## Morfologia
Długość ciała do 61 cm.

## Systematyka
Rodzaj zdefiniował w 1928 roku australijski ichtiolog Gilbert Percy Whitley w artykule poświęconym badaniom ichtiologicznym opublikowanym w czasopiśmie Records of the Australian Museum. Gatunkiem typowym jest (oryginalne oznaczenie) F. boardmani.

### Etymologia
Figaro: etymologia niejasna, autor nie wyjaśnił znaczenia nazwy rodzajowej; być może od Figaro, postaci stworzonej przez francuskiego pisarza Pierre’a Beaumarchais’go.

### Podział systematyczny
Do rodzaju należą następujące gatunki:
- Figaro boardmani (Whitley, 1928)
- Figaro striatus Gledhill, Last & White, 2008